# デビー・リギアー
デビー・リギアー（Debbie Regier、1979年10月3日 - ）は、アメリカ生まれの女優。

## 概要
テレビ特撮番組『ウルトラマンガイア』の天才集団アルケミー・スターズのキャサリン・ライアン(通称キャス)役で女優デビューしカタコトながら日本語は堪能。その後『未来戦隊タイムレンジャー』のタイムファイヤーのVコマンダーの音声を担当したが、OV『ウルトラマンガイア　ガイアよ再び』や『大決戦!超ウルトラ8兄弟』にはレギュラーのメインキャストでは未登場で『ウルトラマン列伝』でのみ数十年ぶりにアーカイブ映像で『ガイア』に登場。
また、バラエティ番組の『ここがヘンだよ日本人』では長年に渡りレポーターを務めていた。

## 出演作品

### テレビドラマ
- ウルトラマンガイア（1998年 - 1999年） - キャサリン・ライアン(キャス)役
- 未来戦隊タイムレンジャー 第29話「炎の新戦士」・第30話「届け 炎の叫び」（2000年） - Vコマンダーの声
- ウルトラマン列伝(2011-2013)-キャサリン・ライアン役（アーカイブ映像）

### バラエティ
- ここがヘンだよ日本人（1998年） - レポーター